# Habil Kılıç
Habil Kılıç (anhörenⓘ; geb. 1963; gest. 29. August 2001 in München) war eines der Opfer der Mordserie der terroristischen Vereinigung „Nationalsozialistischer Untergrund“ (NSU). Der Gemüsehändler wurde im Feinkostladen seiner Familie in München-Ramersdorf in unmittelbarer Nähe einer Polizeistation durch zwei Kopfschüsse ermordet. Da seine Frau und seine Tochter im Urlaub waren, half er in dem Geschäft aus.
Der Mord ereignete sich am 29. August 2001 nach Ansicht der Bundesanwaltschaft zwischen 10.35 Uhr und 10.50 Uhr. Ermittler konnten am Tatort keine Patronenhülsen finden und gingen davon aus, dass die Täter eine Plastiktüte über die Pistole, eine Ceska 83, gezogen hatten. Anstatt einen rechtsextremen Hintergrund zu vermuten, ermittelte die Mordkommission vor allem im deutsch-türkischen Milieu, in der organisierten Kriminalität und im Drogenhandel. Die betroffene Familie vermutete bereits ab dem Jahr 2005 den wahren Hintergrund der Tat.
Aus bis heute nicht erfindlichen Gründen musste Familie Kılıç das Blut ihres Angehörigen selbst entfernen, ein Tatortreiniger wurde ihnen nie geschickt.
Heute erinnert eine Tafel mit den Namen der NSU-Opfer am ehemaligen Geschäft an die Geschichte des Ortes.